# Tima
Tima je žensko osebno ime

## Izvor imena
Ime Tima je izpeljanka iz moškega imena Timotej.

## Pogostost imena
Po podatkih Statističnega urada Republike Slovenije je bilo na dan 31. decembra 2007 v Sloveniji 11 oseb z imenom Tima.